# UnionFS
UnionFS é um sistema de arquivos para Linux, FreeBSD e NetBSD que implementa uma montagem de união para outros sistemas de arquivos. Ele permite que arquivos e diretórios de sistemas de arquivos diferentes, conhecidos como ramificações, sejam transparentemente sobrepostos, formando um único sistema de arquivos.
O conteúdo de diretórios com o mesmo caminho nos diferentes sistemas de arquivos são vistos juntos em um único diretório no novo sistema de arquivos virtual. As diferentes ramificações podem ser sistemas de arquivos somente leitura ou leitura/gravação, para que as gravações na cópia mesclada virtual sejam direcionadas para um sistema de arquivos real específico. Isso permite que um sistema de arquivos apareça como gravável, mas sem permitir que as gravações alterem o sistema de arquivos, também conhecido como cópia em gravação. Isso pode ser desejável quando a mídia é fisicamente somente leitura, como no caso de Live CDs.